# Telenomus turesis

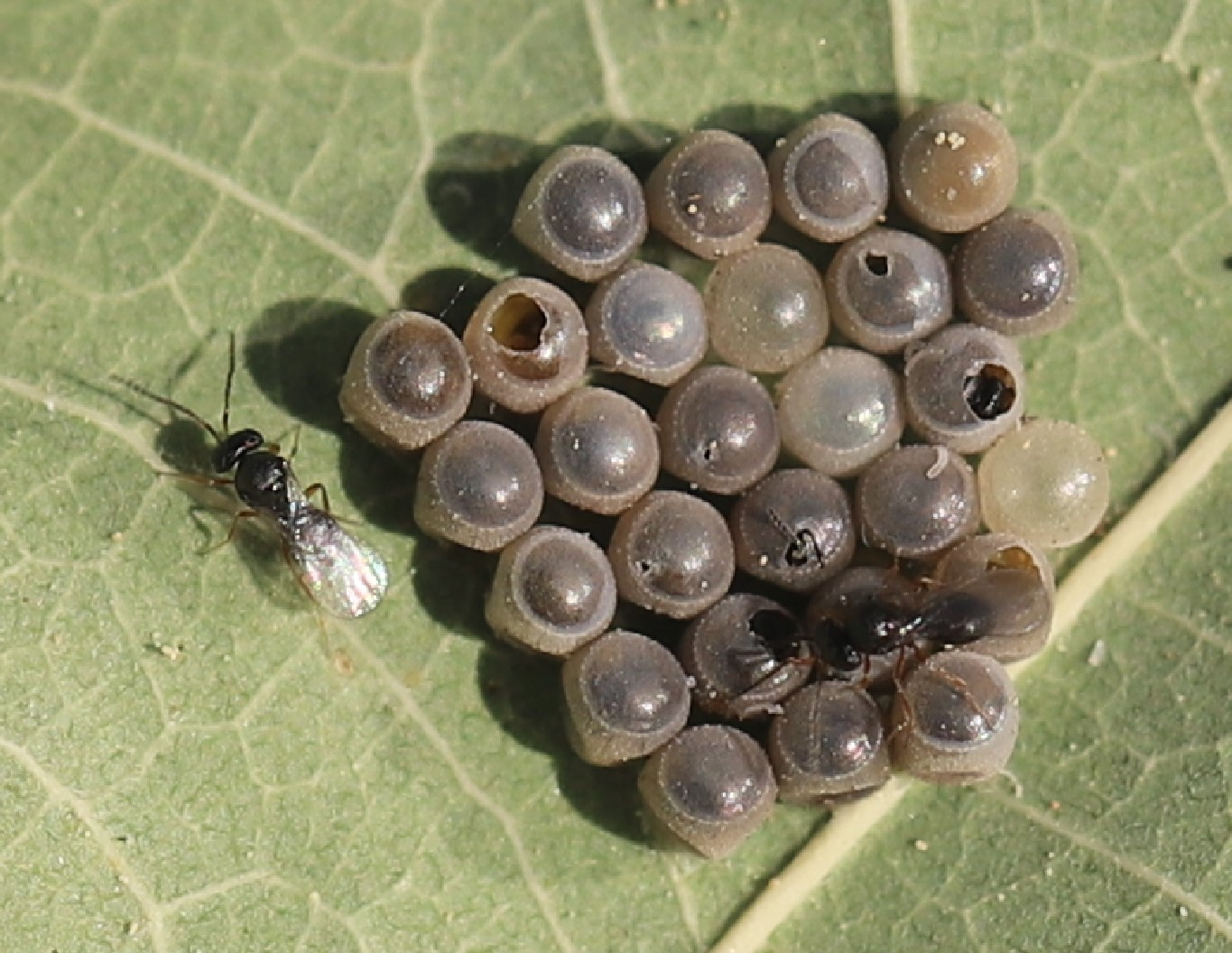
Parasitierte Wanzeneier mit geschlüpften Hautflüglern der Art Telenomus turesis

Telenomus turesis ist ein Hautflügler aus der Familie Scelionidae. Die Erstbeschreibung der Art im Jahr 1836 geht auf den britischen Entomologen Francis Walker zurück. Ein Synonym ist Telenomus chloropus (Thomson, 1861).

## Merkmale
Die Hautflügler sind etwa 2 mm lang. Sie besitzen eine schwarze Grundfarbe. Mindestens der basale Teil des verlängerten Fühlergliedes ist gelbbraun gefärbt. Die Fühlergeißel ist 10- oder 11-gliedrig. Das Mesoscutum (Rückenplatte) weist weiße Härchen auf. Am Hinterleibsende der Weibchen befindet sich ein kurzer Legebohrer (Ovipositor). Die Beine sind überwiegend gelbbraun. Die Coxae sind schwarz, die Trochanteren gelb. Die Tarsen-Endglieder sind leicht verdunkelt.

## Verbreitung
Telenomus turesis ist in der westlichen Paläarktis verbreitet. Die Art kommt u. a. in England und in Irland vor.

## Lebensweise
Telenomus turesis ist ein Eiparasitoid von Baumwanzen (Pentatomidae) und Schildwanzen (Scutellaridae). Die Weibchen legen ihre Eier in die Wanzeneier. Die geschlüpften Parasitenlarven ernähren sich vom Inneren der Wirtseier. Aus jedem befallenen Wirtsei schlüpft schließlich eine fertige Imago. Zu den Wirtsarten gehören u. a. die Grüne Stinkwanze (Palomena prasina) und Eurygaster integriceps. Letztere Wirtsart gilt als Getreideschädling. Bei Vergleichsstudien von Telenomus turesis und Trissolcus semistriatus wurde festgestellt, dass letztere Art bei Eurygaster integriceps eine höhere Schlüpfrate von Imagines aufweist.